# 三浦綾乃
三浦 綾乃（みうら あやの、1979年5月19日 - ）は、日本の女性声優。マウスプロモーション所属。静岡県出身。

## 経歴
マウスプロモーション附属養成所を経て、2007年からマウスプロモーションに所属。

## 人物
方言は関西弁。
舞台、CMで活躍
趣味・特技はジャズダンス、持久走、柔軟体操。

## 出演作品

### テレビアニメ
- ドルアーガの塔 〜the Aegis of URUK〜（2008年、召使、グレミカの部下）
- はっけん たいけん だいすき!しまじろう（2008年、プックとリックのお母さん）
- ジュエルペット サンシャイン（2010年、御影の母）
- ブレイド（2011年、スンダル・ボロン）
- 宇宙戦艦ヤマト2199（2013年、ヒルデ・シュルツ、徳川菊子、島沙織[4]、古代真希、欧州代表、女衛士、墓地の少年、女性航宙士、女官）[5][6]※2012年劇場先行公開
- 大人女子のアニメタイム 「人生ベストテン 角田光代」（2013年、光代の友人）
- ブレイブウィッチーズ（2016年、雁淵竹子）
- 宇宙戦艦ヤマト2202 愛の戦士たち（2019年）

### 劇場アニメ
- 宇宙戦艦ヤマト2205 新たなる旅立ち（2021年、ヒルデ・シュルツ[7]）

### Webアニメ
- マウスどうぶつえん（2019年、カルガモのあやの）

### ゲーム
2002年
- ロード・オブ・ザ・リング/二つの塔

2006年
- クッキングママ

2007年
- アポカリプス〜ディザイアネクスト〜（ロゼ、アシュレイ・ロフ）
- バルドバレット イクリブリアム

2008年
- 悠久の車輪（ヴァレッタ）
- 龍が如く 見参!

2009年
- 剣と魔法と学園モノ。2（セレスティア・女）
- ファイナルファンタジーXIII（コクーン市民）
- モンスターハンター3

2011年
- コープスパーティー Book of Shadows
- 侍道4
- デビルサバイバー オーバークロック
- 白衣性恋愛症候群
- 二ノ国 白き聖灰の女王

2012年
- STEINS;GATE 比翼恋理のだーりん
- 12時の鐘とシンデレラ 〜Halloween Wedding〜
- 白衣性恋愛症候群 RE:Therapy

2014年
- 剣の街の異邦人（リウ〈月貞理羽〉）

### ドラマCD
- Scarlett（2008年、女A）

### BLCD
- 密色パンケーキ（2008年、店員）
- クリムゾン・スペル（2010年、リーヤ）
- ほんと野獣（2010年、アナウンス）

### 吹き替え

#### 映画
- アーサーと魔王マルタザールの逆襲
- アイアンマン2
- グランド・ブダペスト・ホテル（アガサ〈シアーシャ・ローナン〉）
- 昏睡病棟-COMA-
- シューター/無限射程
- スモール・アパートメント ワケアリ物件の隣人たち
- 沈黙の復讐
- ハーフ・デイズ
- ハングリー・ラビット
- 魔女っこツインズ2
- ラム・ダイアリー（ウェイトレス〈サーシャ･マーセド〉）
- ロジャー

#### テレビドラマ
- アプレンティス4/セレブたちのビジネス・バトル
- アンフォゲッタブル 完全記憶捜査（アリソン・フォレスト）
- アンダーカバー・ボス3 社長潜入調査
- イタズラなKiss2～悪作劇2吻～
- ヴェロニカ・マーズシーズン2（ミス・デュマス〈ナイマ・モラ〉 他）
- エレメンタリー3 ホームズ&ワトソン in NY
- 奥さまは首相 〜ミセス・プリチャードの挑戦〜（パリス）
- 華麗なるペテン師たち4
- 気分はぐるぐる
- クリミナル・マインド4 FBI行動分析課（ブルック・ロンバルディーニ〈メルセデス・マクナブ〉）
- クリミナル・マインド5 FBI行動分析課（コニー・シュレーダー）
- グレイズ・アナトミー7
- 刑事トム・ソーン2 臆病な殺人者
- コバート・アフェア
- CSI:ニューヨーク3
- CSI:ニューヨーク4（シェリル）
- スーパーナチュラル シーズン8
- 続ハリーズ・ロー 裏通り法律事務所
- ダラス（アマンダ）
- ドラゴン桜（先生）
- CHASE/逃亡者を追え!
- NIKITA / ニキータ
- NIP/TUCK ハリウッド整形外科医 シーズン5（バーテンダー 他）
- フロスト警部
- ブラザーズ&シスターズ シーズン3（ハンナ）
- BONES シーズン4（ジニー）
- ボディ・オブ・プルーフ2 死体の証言 ※異なる役で毎回レギュラー出演
- マードック・ミステリー 〜刑事マードックの捜査ファイル〜
- ミディアム3 霊能者アリソン・デュボア
- ミディアム7 最終章
- 名探偵ポワロ ※NHK版
  - 鳩のなかの猫（学生）
  - ハロウィーン・パーティ（ジョイス・レイノルズ）
- THE MENTALIST メンタリストの捜査ファイル
- 恋愛兵法（キム・ジョンホ（子供） 他）
- レバレッジ 〜詐欺師たちの流儀
- LOST シーズン3（バネッサ）

#### テレビ番組
- ザ・ファッションショー 若きデザイナーたちのバトル
- プロジェクト・ランウェイ4（ケイティー 他）

#### アニメ
- おさるのジョージ（ゴールド先生）

### ラジオドラマ
- VOMIC 月華美刃 （婆）

### テレビドラマ
- 直ちゃんは小学三年生（2021年、声の出演）

### テレビ番組
- 宇宙戦艦ヤマト2199 特別番組「俺たちのヤマトSP」（2012年） - ナレーター

### CM
- ホリデー車検

### 舞台
- 「手塚治虫生誕80周年記念 銀と赤のきおく」第5回本公演（2008年） - 猿田少年
- マウスプロモーション第6回公演「桜の下のハムレット」（2010年）

### その他コンテンツ
- 進研ゼミ 中学二年 教材